# انجمن پلیمر ایران
انجمن پلیمر ایران یک مؤسسه علمی پژوهشی ایرانی است که در زمینه علوم و صنایع پلیمر فعالیت دارد. این انجمن در بیست و ششم فروردین سال ۱۳۷۷ تأسیس شد.

## اهداف
این انجمن، مؤسسه‌ای غیر انتفاعی و غیر سیاسی است و تمام در آمدهای ناشی از ارائه خدمات آموزشی، پژوهشی و مشاوره‌ای یا سایر موارد صرف تحقیق اهداف انجمن می‌گردد:

1. شناساندن و معرفی هر چه بیشتر علوم و تکنولوژی پلیمر به جامعه علمی و مردم
2. ایجاد ارتباط و همکاری بین متخصصان علوم پلیمر، شیمیدانان، مهندسان شیمی و متخصصان دیگری که به نحوی با شاخه پلیمر سرو کار دارند.
3. ایجاد ارتباط علمی با جوامع و مؤسسات علمی و پژوهشی کشور و جهان در زمینه پلیمر
4. ایجاد ارتباط نزدیک و هماهنگی بین پژوهشگران و واحدهای صنعتی و پژوهشی پلیمری کشور
5. جهت دادن به پژوهشها با توجه به وضعیت صنایع داخلی برای همسویی با برنامه‌های اقتصادی و اجتماعی دولت جمهوری اسلامی ایران از طریق ارائه پیشنهاد به دست اندرکاران.
6. ارزیابی برنامه‌ها و طرحهای آموزشی، پژوهشی، فنی و صنعتی موجود و ارائه پیشنهاد و خدمات لازم
7. تشویق پژوهشگران، صنعتگران و تجلیل از پژوهشگران و استادان ممتاز
8. تهیه و انتشار کتب و نشریات علمی و فنی
9. تشکیل گردهمایی‌های علمی و صنعتی در سطح ملی، منطقه‌ای و بین‌المللی
10. همکاری با دستگاههای اجرایی دولتی و خصوصی و مقامات مسئول در جهت برنامه ریزی آموزشی، پژوهشی و صنعتی
11. ایجاد ارتباط با دیگر انجمنهای علمی کشور
12. همکاری در وضع و تدوین استانداردها در زمینه‌های مختلف پلیمری